# Broängsbadet

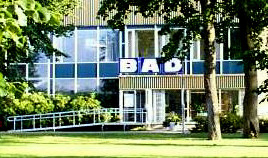
Broängsbadet

Broängsbadet i Kristinehamn var ett badhus i området Svinvallen placerat på en udde vid Varnumsviken, det omges på tre sidor av vatten. Badhuset invigdes den 20 december 1964. Det uppfördes ungefär på platsen för ett tidigare hamnmagasin. Arkitekter var Havstad, Hollström, Lindell AB, huvudentreprenör för byggnationen var Nya Asfalt AB. För den inre utsmyckningen svarade konstnären Ingemar Lööf med en relief utförd på plats 1964 i entréhallen samt på bassänghallens långvägg bakom åskådarbänkarna med en relief vitt i vitt.  
Byggnadskroppen som är klädd ljusgult fasadtegel är uppdelad i flera något förskjutna partier vilket gar ett lätt och öppet intryck och med curtain wall  fasaderna kunde ljuset flöda in i bassänghallen samtidigt som de badande hade  en så gott som obruten kontakt med omgivande park och vattendrag.
Curtain wall konstruktionen består omväxlande av glas och lackerade aluminiumplåtar mellan aluminiumreglar. Balken som curtain wall konstruktionen vilar på är inklädd med samma typ av småskalig mosaik som användes till golv- och väggbeklädnad i byggnadens inre.
I Bassänghallen fanns två bassänger och fasta sittplatser för 250 personer. Vid behov kunde ytterligare 200 sittplatser ordnas. Bassänghallen hade fönster i tre väderstreck; söder, öster och norr. I souterrängplanet fanns rum för en motionshall och träningslokal, stor nog för godkända tävlingar i brottning och tyngdlyftning. Badhuset revs 2012 och ersattes av Sannabadet. 